# IBSAMAR
Le IBSAMAR sono una serie di esercitazioni militari che coinvolgono le marine militari di India, Brasile e Sudafrica. Il nome IBSAMAR è l'acronimo di India-Brazil-South Africa Maritime.
La prima esercitazione ha avuto luogo nel 2008 e da allora, con cadenza quasi annuale, tale esercitazione è stata svolta in luoghi sempre diversi. La IBSAMAR IV, ad esempio, si è svolta al largo della costa del Sudafrica, nell'ottobre del 2014, mentre la IBSMAR V ha avuto luogo dal 19 al 29 febbraio 2016, al largo della costa occidentale dell'India.
Di volta in volta la complessità delle esercitazioni IBSAMAR è aumentata costantemente e nella sua quinta e più recente edizione, l'esercitazione ha compreso complesse manovre che hanno visto la partecipazione di navi, aerei e reparti speciali del Brasile, dell'India e del Sudafrica.